# 長田百合子
長田 百合子（おさだ ゆりこ、1954年3月30日 - ）は岐阜県出身の教育評論家。非行や引きこもり等の問題の解決に取り組んでおり、当事者やその家族に対して強い口調で叱り飛ばす姿がマスメディアから注目されるようになった。
愛知県各所に補習塾を置く「塾教育学院」を経営し、同塾のメンタルケア部門の代表および学習塾部門の取締役を務める。愛知県教育委員会「愛知の教育を考える懇談会」委員、教師研修機関「埼玉師範塾」特別講師、NPO「家庭教育再生機構」理事長、一般社団法人「日本家庭教育再生機構」理事長を歴任した。

## 来歴
2001年9月に講談社から出版された著書『親がかわれば子どももかわる』の中で「メンタルケアとは長田百合子の造語である」と述べている。1997年3月に毎日新聞社から出版された著書『親なら親らしく』の中で「メンタルケア」という言葉が頻繁に使われていたため、編集者がメンタルケアとはどういう意味かと尋ねると「カウンセリングとは違うという印象を強くしたくて考えた」と長田は答えた。当時の毎日新聞社が調べた結果、メンタルケアという言葉が実在しなかったため「長田百合子の造語」と認めた。
テレビ出演はCBCの夕方のニュースから始まり、フジテレビ、日本テレビ、テレビ朝日の夕方のニュースでレギュラー出演を5年以上務めた。朝まで生テレビには出演多数。近年では、2011年2月放送の笑っていいとものワンコーナー「あなたの知らない世界」に尾木直樹と共にゲスト出演した。7月には「爆笑問題の大変よくできました!」にも、教育評論家として出演している。また、教育委員会や学校関係者の依頼に応じて講演活動を行っている。
2017年に引きこもり者を対象にした長田寮を閉鎖し、引きこもり関連の事業からは撤退した。その後は子育てを終えた女性たちとバイオリン楽団「すくすく合奏団」を結成して、児童養護施設などで演奏会を開催している。
なお、長田寮閉鎖後は長男が経営する有限会社project-tによってLIVEHOUSE_SOUNDNOTE_NAGOYAが開業している。

## 略歴
- 1966年4月 - 萩原町立萩原南中学校入学。
- 1969年4月 - 岐阜県立益田高等学校（現：益田清風高等学校 萩原校舎）入学。
- 1970年秋 - 後の夫（同級生）と出会う。
- 1972年4月 - マックスファクターの教育部に就職。
- 1972年12月 - 依願退職。
- 1974年 - 財団法人学習塾の営業部に再就職。
- 1974年 - 結婚。
- 1976年 - 上記財団倒産。
- 1977年 - 長男誕生。
- 1977年 - 塾教育センター設立。同時に不登校児のカウンセリング開始。
- 1983年 - 夫と共に塾教育学院を設立。
- 1985年 - 次男誕生。
- 1986年 - 講演活動、執筆活動を開始。
- 1998年 - 学習塾部門の生徒募集で2年間雇用していた実妹・杉浦昌子と決別。
- 1999年 - 不登校児更生施設長田寮設立。
- 1999年 - NPO家庭教育再生機構 理事長就任。
- 2002年 - 愛知県教育委員会「愛知県教育を考える懇談会」と「愛知県子供の心を考える会」の委員に任命される。
- 2002年 - 塾教育学院 学習塾部門 メンタルケア部門代表取締役就任。
- 2006年9月 - 埼玉師範塾特別講師に就任。
- 2009年 - 一般社団法人日本家庭教育再生機構理事長に就任。

## 長田塾裁判
「長田寮」の元寮生から損害賠償（500万円）を請求された裁判において、名古屋地方裁判所の2006年12月の判決では「長田の行為は自身の社会的評価を高めるためのもの」と非難し、「本人の承諾を得ないままNHKの撮影に便宜を与えたり、『長田寮』指導員が男性をこづいたりした行為は違法」と認定したが、損害賠償請求権の時効が成立しているとして、訴えを棄却した。その後、2007年9月の控訴審判決で、名古屋高等裁判所は、長田らの行為の違法性を改めて認定したうえ、一審判決を変更し長田側に100万円の賠償を命じた。

## 著書
- 母さんの元気が出る本（学書、1994年）
- 親なら親らしく!―不登校・いじめ・非行におびえないために（毎日新聞社、1997年）
- 本音でぶつかれ! 不登校、ひきこもり、非行で悩む家族へ（中日新聞社、1999年）
- 子供なんかにナメられたらアカン!（毎日新聞社、2000年）
- 親がかわれば、子どももかわる―イジメ・不登校・ひきこもりの現場から（講談社、2001年）
- お母さんの親ごころ お父さんの底ぢから（新潮社、2003年）
- 母さんの元気が出る本（新潮文庫、2003年）
- イジメ・不登校・ひきこもりと親はどう向き合うか―子ども問題を解決する「長田式10の智恵」（大和書房、2003年）
- 極悪ヤンキー麻衣 地獄から生還（講談社、2004年）
- 親なら親らしく!（新潮文庫、2004年）
- 母さんの元気が出る本〈2〉（学書、2005年）
- 愛があるから真っ向勝負 もう悩んでいるヒマはない（MOKU出版、2005年）
- 子ども問題撃退マニュアル（MOKU出版、2007年）
- 子どもを壊す親たち（ワック・マガジンズ、2010年）

## 主なテレビ出演
- NNN Newsリアルタイム（日本テレビ）− 1999年〜2009年
- スーパーニュース（フジテレビ）− 2001年〜2006年
- スーパーJチャンネル（テレビ朝日）− 2002年〜2006年
- 朝まで生テレビ!（テレビ朝日）− 2003年7月～2005年11月まで多数出演
- 笑っていいとも（フジテレビ）− 2011年3月
- 爆笑問題の大変よくできました!（テレビ東京）− 2011年7月

## 連載
- 毎日新聞
- 中日新聞
- 中部経済新聞
- 岐阜新聞
- MOKU出版社「りんご白書」
- TOSS「教室ツーウェイ」
- 日本教育文化研究所「教育創造」